# Badebodaskatten

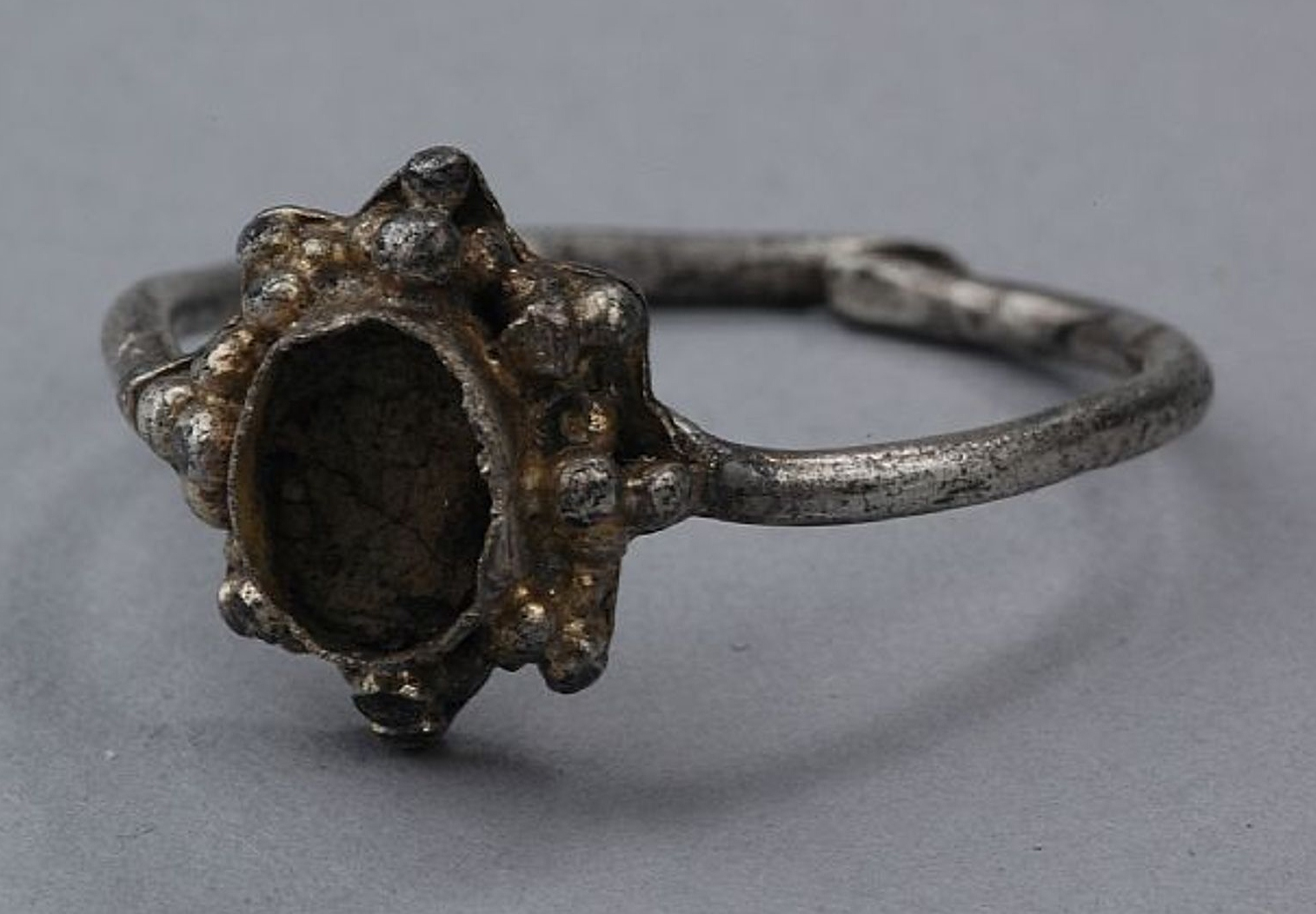
Fingerring från Badebodaskatten

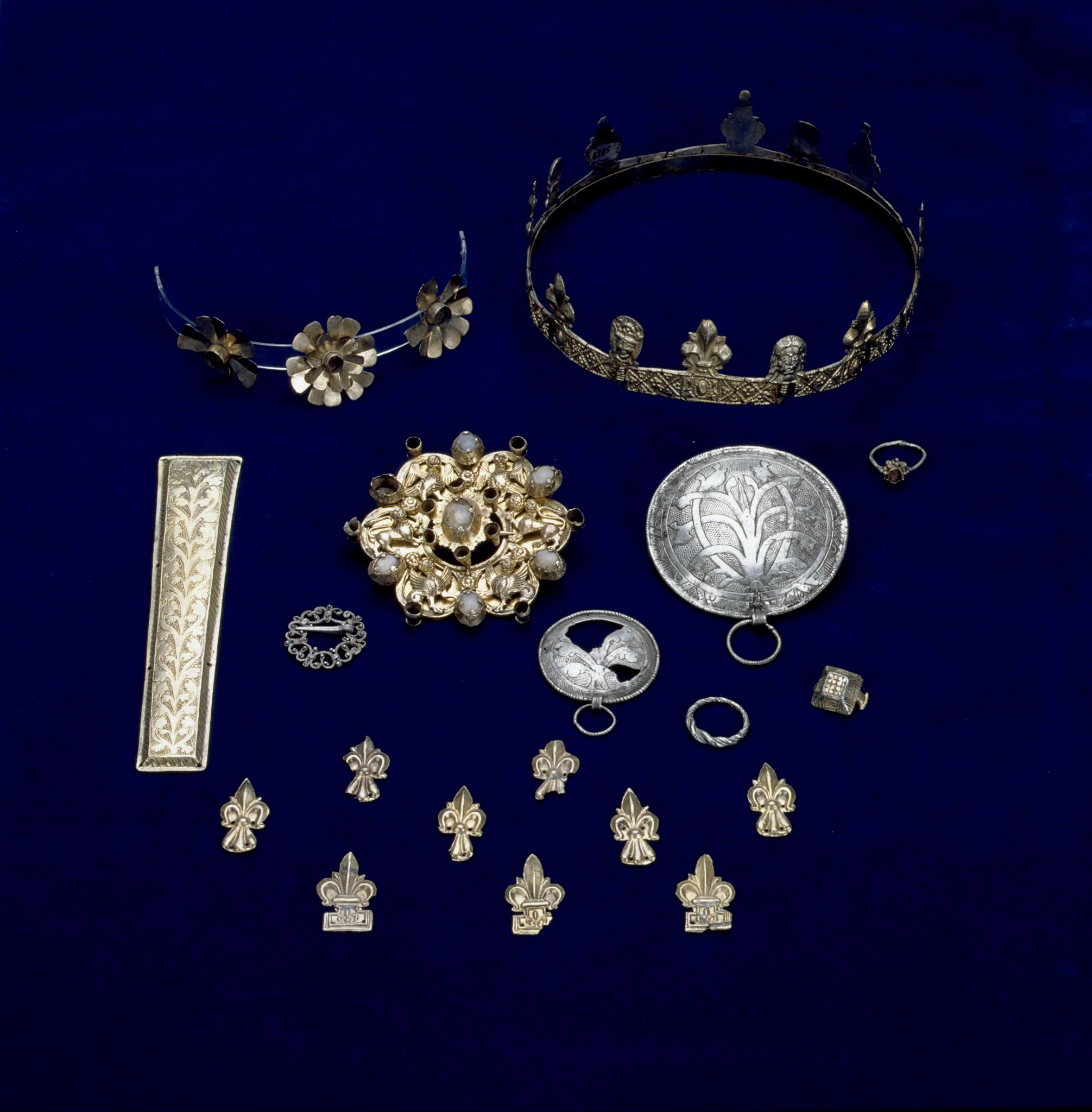
Badebodaskatten

Badebodaskatten är ett skattfynd från medeltiden, påträffat vid torpet Lyckanshöjd, en kilometer nordöst om Badeboda 1887.
Torparen och muraren Johan Svensson var sommaren 1887 på arbete i Stockholm, medan hans båda döttrar Anna och Evelina var hemma vid torpet. När han på hösten kom tillbaka från sitt arbete fick han se flickorna leka med några underliga föremål i guld och silver. De berättade att de funnit sakerna i ett stenröse nära stugan under sommaren. Johan Svensson tog med sig föremålen till sockenprästen i Åseda som skickade föremålen till Kungliga Vitterhets Historie och Antikvitets Akademien. Skatten består av två hängsmycken, ett stort spänne och flera små, två fingerringar, nio lösa franska liljor och ett långt beslag, tre silverrosor och en krona i förgyllt silver. Föremålen dateras till 1200- eller möjligen tidigt 1300-tal.